# Ciokoba, Sliven
Ciokoba (în bulgară Чокоба) este un sat în comuna Sliven, regiunea Sliven,  Bulgaria. 

## Demografie
Componența etnică a satului Ciokoba
     Bulgari (96,51%)
     Romi (2,61%)
     Nicio identificare (0,87%)
     Altele (0%)
La recensământul din 2011, populația satului Ciokoba era de 459 locuitori. Din punct de vedere etnic, majoritatea locuitorilor (96,51%) erau bulgari, cu o minoritate de romi (2,61%). Pentru 0,87% din locuitori nu este cunoscută apartenența etnică.